# Раймунд II (граф Триполи)
Раймунд II (фр. Raymond II de Tripoli; ок, 1116—1152) — граф Триполи в 1137—1152 годах. Сын графа Понса де Сен-Жиля и его супруги Сесилии, дочери французского короля Филиппа I.
Раймунд II унаследовал графство после смерти своего отца в 1137 году. В смерти графа Понса обвиняли местных жителей-христиан, поэтому Раймунд начал правление с мести за отца — он казнил жителей нескольких деревень, подозреваемых в предательстве Понса. В 1137 году атабек Алеппо и Мосула Занги разбил Раймунда и пришедшего к нему на помощь короля Иерусалима Фулька у Монферрана и взял Раймунда в плен. В обмен на освобождение пленных замок Монферран перешёл к Занги.
Раймунд II вступил в союз с мусульманами, чтобы вернуть крепость Урайму, захваченную его кузеном Бертраном, внебрачным сыном графа Тулузы Альфонса Иордана. Частично восстановленные руины Раймунд II в дальнейшем передал тамплиерам. В 1144 году Занги захватил Эдессу, Раймунд, вероятно, принял в своём графстве беженцев — франков (крестоносцев, латинян) и армян. 1151—1152 годы отмечены серией военных конфликтов графа с Фатимидами.
В 1152 году Раймунд II был убит ассасинами. Ему наследовал несовершеннолетний сын Раймунд III.

## Происхождение
Родителями Раймунда были граф Триполи Понса и его жена Сесилия, дочь короля Франции Филиппа I и Бертрады де Монфор. В совсем юном возрасте Сесилия стала женой Танкреда Антиохийского. По пожеланию Танкреда, высказанному им на смертном одре в 1112 году, Понс женился на его юной вдове. Альберт Аахенский сообщал о заключении брака при описании событий «на второй год после смерти Мавдуда» (убит 2 октября 1113 года), то есть брак Понса и Сесилии был заключён в 1115 году. Дата рождения Раймунда неизвестна. Гийом Тирский называл Раймунда «подростком (лат. adolescens)», что, по словам К. Льюиса, означает возраст не менее пятнадцати лет (возраст совершеннолетия на Латинском Востоке). Ж. Ришар предполагал, что Раймунд был несовершеннолетним до 1140 года, однако С. Рансимен писал, что в 1137 году Раймунд унаследовал графство в возрасте 22 лет. Аналогичного мнения придерживался историк К. Льюис, который считал графа совершеннолетним в 1137 году и оценивал его возраст в это время как «вполне могло быть чуть больше двадцати».
По словам историка К. Льюиса, уже в 1127 году он мог быть обручён с сестрой Мелисенды Иерусалимской,Одиерной, которая родилась примерно в 1115—1117 годах.

## Правление

Государства крестоносцев в районе 1135 года

### Наследование
В марте 1137 года года командующим армией Дамаска был назначен эмир Базвадж. Он напал на графство и дошёл до горы Паломников у ворот Триполи. Ранее мусульманские армии не подходили к городу так близко. Граф Понс укрылся за городскими стенами, надеясь, что Базвадж уйдёт. Однако графу все же пришлось выступить из города с армией. Ибн аль-Каланиси писал, что битва произошла в аль-Куре, Гийом Тирский писал, что битва состоялась у горы Паломников, на которой стоит цитадель Триполи. Ибн аль-Каланиси сообщал, что Понс попал в засаду, которую устроил Базвадж. В ожесточённой битве крестоносцы потерпели поражение, а Понс и епископ города попали в плен. Епископа отпустили, видимо, не узнав, но граф был убит в плену. Гийом Тирский обвинил в смерти графа предательство сирийцев (местных христиан), живших на горе Ливан. С. Рансимен утверждал, что Понс после поражения бежал в горы, но местный житель христианин выдал его. После этой победы Базвадж захватил замок Кастель Рудж (Хисн-Яхмур, Вади ибн аль-Ахмар) в долине Оронта и ещё один в аль-Куре.
Раймунд наследовал Понсу. Первым делом Раймунд II решил отомстить за убийство отца предавшим его крестьянам. В деревнях гор Ливана мужчин казнили, а женщин и детей обращали в рабство. Гийом Тирский назвал эти действия справедливыми и описал этот набег как давший графу его «первые уроки воинской храбрости».

### Борьба с Занги
Вскоре после поражения триполитанского войска от Базваджа и смерти Понса, в мае 1137 года, атабек Алеппо и Мосула Занги двинулся на Химс, находившийся под управлением визиря атабеков Дамаска Муинеддина Унура, но не смог взять город, потому что тот был хорошо укреплён. Увидев катапульты, установленные воинами Занги, Унур решил, что не сможет долго оборонять город. Он применил хитрость и сообщил франкам (крестоносцам), что намерен капитулировать. Раймунд II не желал, чтобы Занги получил город в двух днях пути от Триполи, и выступил против него. Занги поспешно заключил перемирие с Унуром. Он осадил самую мощную крепость графства Триполи в этом регионе — лежавший на пути из Триполи в Хаму Монферран. Монферран и Рафания оказались изолированы от земель франков на побережье после того, как в 1130-х годах в Джабаль Нусарийе обосновались низариты. Согласно хронисту из Алеппо Ибн аль-Адиму, Занги решил напасть на христиан поскольку они хотели оказать помощь Унуру. Раймунд направил просьбу о помощи к королю Иерусалима Фульку, своему дяде по матери. Примерно в это же время Раймунд Антиохийский обратился с просьбой о помощи против императора Византии Иоанна II. Тогда король собрал армию и объединился с войсками Раймунда. Король и граф планировали сначала сразиться с Занги у Монферрана, а затем двинуться к Антиохии. Занги снял осаду Химса и направился навстречу противнику. У стен Монферрана состоялось сражение между Занги и крестоносцами. Битва была короткой, франки были разгромлены, все франкские пехотинцы и большая часть рыцарей были или убиты, или пленены: Ибн аль-Адим писал про 2000 убитых франков. Сам Раймунд попал в плен, Жоффрей де Куртене (брат графа Жослена I Эдесского) был убит, король Фульк бежал в Монферран. По пути в крепость он потерял все припасы, которые вёз защитникам. Фульк только успел послать гонца в Иерусалим с просьбой о подмоге, как, по словам Ибн аль-Асира, «Занги перерезал все пути и столь затруднил сообщение, что осаждённые не знали более, что происходит в их стране». Король отправил в Антиохию, Иерусалим и Эдессу просьбы о помощи. Раймунд Антиохийский, Жослен II Эдесский, Балдуин Марашский и патриарх Иерусалимский Вильям откликнулись и привели войска. В это время Базвадж напал на территории Иерусалимского королевства, оставшиеся без защиты. Он напал на Наблус, разграбил его, сжёг и пленил жителей. Занги знал о приближающейся армии христиан и хотел быстро завершить осаду Монферрана до прибытия к осаждённым помощи. Он предложил лёгкие условия капитуляции: крепость переходит к нему, осаждённые выплачивают ему 50 тысяч динаров, все пленые христиане (включая Раймунда) освобождаются, король и его люди получают гарантии безопасного выхода из крепости. Франки приняли условия, не подозревая, как близка помощь — в отличие от них Занги уже использовал голубиную почту и получал новости быстро. Фульк принял условия (Рансимен называл такие требования «огромной радостью для Фулька») и поспешил покинуть крепость. Монферран, Рафания и 50 000 динаров достались Занги, который сразу приказал снести Монферран. Рафания и Монферран более никогда не возвращались в руки христиан, северо-восточная граница графства была придвинута к Средиземному морю.
Гийом Тирский называл три причины поражения: франки были «лишены божественного благоволения»; Занги был «чрезвычайно мудрым человеком, обладавшим большим опытом в военных делах»; местные проводники вели франков по узким горным тропам, что помешало защищаться. При этом хронист писал неопределённо, «было ли это сделано по ошибке или по злому умыслу».

Фульк более не собирался идти на помощь Антиохии, Раймунду Антиохийскому пришлось присягнуть Иоанну Комнину и предоставить ему доступ в Антиохию. Взамен император позволил Раймунду и его преемникам править от его имени в Антиохии, а также в Алеппо, Шейзаре, Хаме и Химсе, если они будут отвоёваны у мусульман.

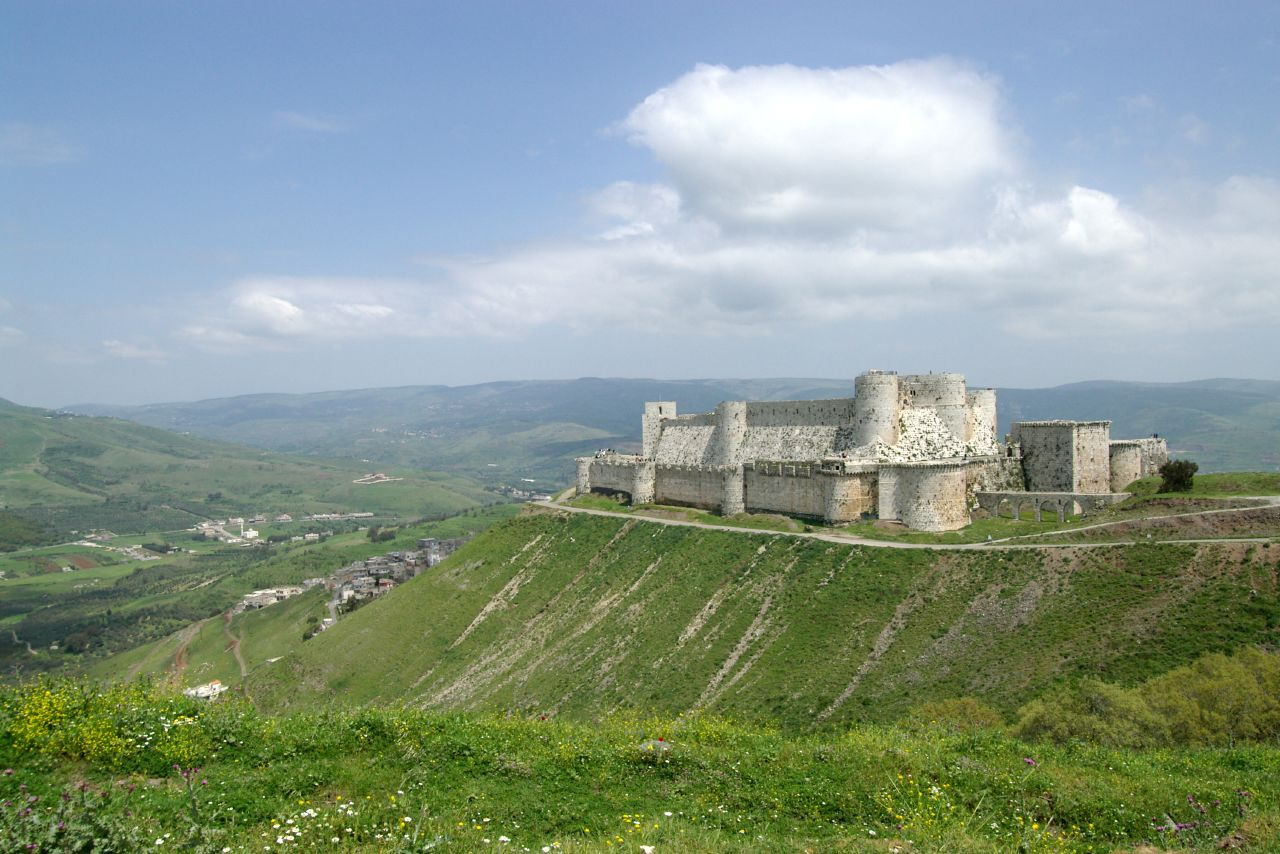
Крак-де-Шевалье

### Борьба с претендентами

#### Альфонс Иордан
Прадедом Раймунда был граф Тулузский Раймунд IV, один из предводителей Первого крестового похода. Наследниками Раймунда IV (умершего при осаде Триполи, но успевшего до того создать графство Триполи) стали сыновья от разных жён: старший, Бертран, остался править в Тулузе, младший, Альфонс Иордан, получил недавно завоёванные земли в Палестине. Бертран многими считался незаконнорождённым (первый брак Раймунда IV был аннулирован папой Римским по причине близкого родства супругов), а мать Альфонса Иордана Эльвира была внебрачной дочь короля Кастилии и Леона Альфонсо VI и имела сильную поддержку своей семьи, потому Альфонсу Иордану было проще удержать Тулузу, чем Бертрану. По мнению Ж. Ришара, сомнения в законности брака родителей Бертрана подрывали его правление, тогда как Альфонс Иордан был в глазах всех законным наследником западных владений Раймунда. В 1108 году Бертран с семьёй отправился на Святую Землю в Триполи, его брат в 1107 году с матерью уехал в Тулузу.

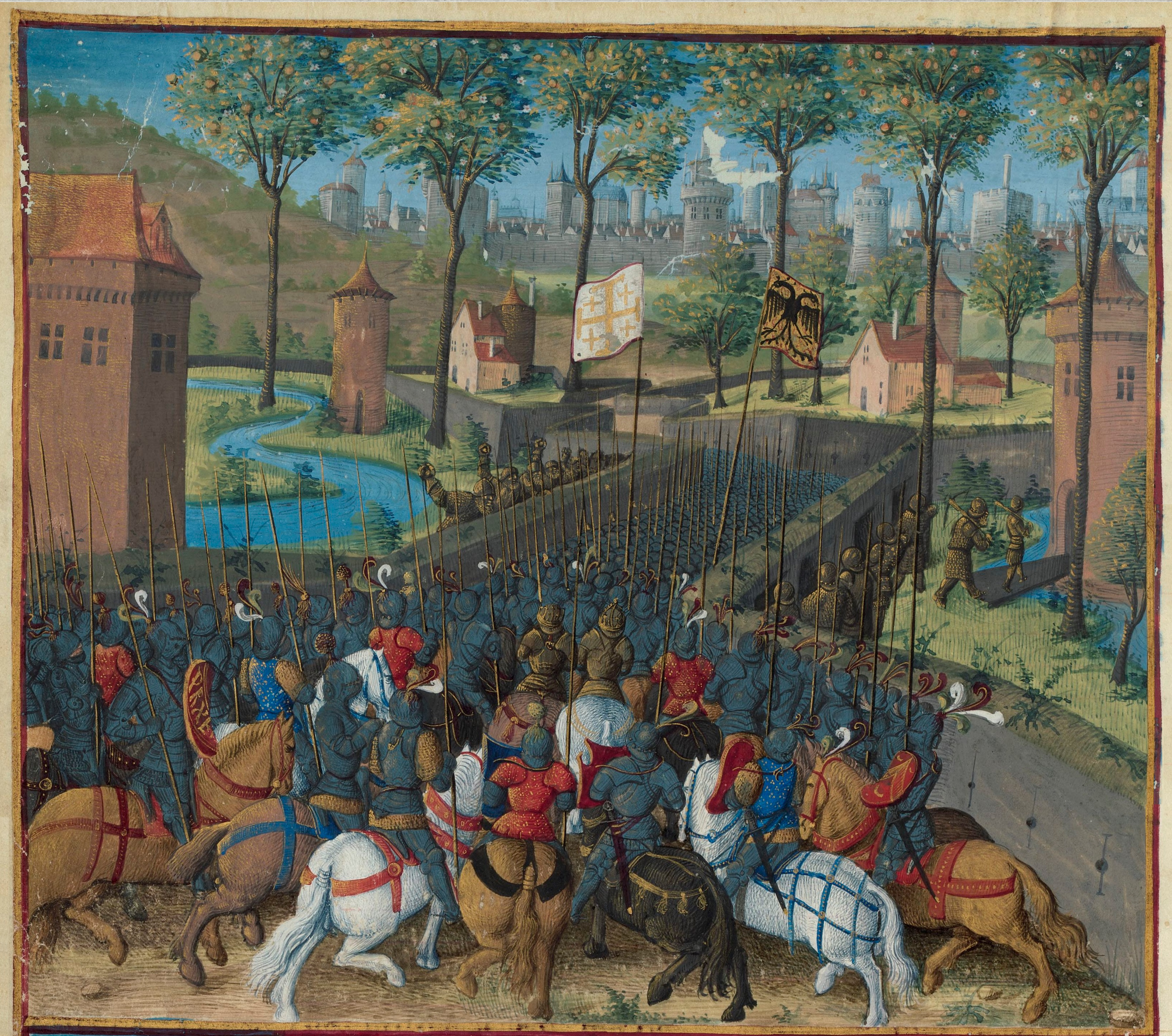
Осада Дамаска в 1148 году. Миниатюра Жана Коломба

Альфонс Иордан принял участие во Втором крестовом походе. В середине апреля 1147 года войска крестоносцев под командованием Конрада III, короля Германии, высадились на Святой земле. Через несколько дней на берегу в Акре высадился и Альфонс Иордан с женой и детьми. По пути из Акры в Иерусалим он неожиданно скончался в Кесарии. Причиной смерти могла быть болезнь вроде аппендицита, но окружающие заподозрили отравление. По мнению К. Льюиса, вероятнее всего, отравления не было.
«Гильдефонс, граф святого Эгидия, с армией из 20 кораблей напал на Палестину, и когда ожидалось, что он совершит что-то великое, он умер в Кесарии Палестинской, будучи сильно пьян, как говорят, это дело королевы».
Ж. Ришар полагал, что у Альфонса Иордана был план — он собирался отобрать графство Триполи у Раймунда на основаниях порфирородства — предпочтения в наследовании тех сыновей, которые рождены после начала правления отца. Сам Альфонс родился после того, как Раймон де Сен-Жиль стал «графом Триполи», и мог считать себя более достойным получить наследие отца, чем потомки брата Альфонса Иордана — Бертрана. Ж. Ришар предположил, что Раймунд II узнал об этом плане и отравил Альфонса. К. Льюис назвал теорию Ж. Ришара интересной, но не поддержал её. Незаконнорожденный сын умершего Бертран напрямую обвинил в убийстве Раймунда, как и анонимный автор Сирийской хроники, написанной в XIII веке. Продолжатель Хроники Сигеберта из Жамблу обвинил в отравлении королеву, не назвав имени. Ж. Ришар предполагал, что хронист имел в виду королеву Франции Элеонору, которая с мужем Людовиком прибыла в крестовый поход и тоже могла претендовать на графство Триполи (её бабка Филиппа была двоюродной сестрой Альфонса Иордана и Бертрана, деда Раймунда). Г. Мейер и С. Рансимен полагали, что в организации убийства могла быть виновна королева Иерусалима Мелисенда, сестра жены Раймунда. Оскорблённый подозрениями Раймунд отказался от участия в крестовом походе.

#### Бертран
После обсуждения в Акре участники крестового похода направили все силы на Дамаск, что С. Рансимен назвал глупым решением, поскольку этого привело к союзу атабека Дамаска Шихабеддина Махмуда (за которого правила его мать) и Нуреддина Махмуда против крестоносцев, тогда как до того они враждовали, и Махмуд был готов к союзу с франками. В отличие от Раймунда, сын Альфонса Иордана Бертран принял участие в осаде Дамаска летом 1148 года. На помощь командующему армией Дамаска Муинеддину Унуру пришли армии Нуреддина Махмуда из Алеппо и его брата Сейфеддина Гази I из Мосула. Однако Зангиды потребовали от Унура права войти в город и назначить командиром гарнизона их человека. Понимая, что после этого сыновья Занги больше из города не уйдут, Унур тянул время. При этом он организовал оборону города, на улицах построили баррикады. 24 июля 1148 года Унур успешно защитил свой город от осады. Используя разногласия среди баронов иерусалимского королевства, Унуру удалось их склонить снять осаду и не впустить в город Зангидов.
«Его сын подросток проникает в некий замок своего двоюродного брата, графа Триполи, но вместе с сестрой попадает в плен к туркам».
Сын Альфонса Иордана Бертран остался на Востоке. По словам С. Рансимена, он «не мог позволить богатому Триполи оставаться во власти родственника, которого он считал виновным в гибели своего отца». Он был «подростком (лат. adolescens)». Бертрану удалось взять (проникнуть в) крепость Урайму. Урайма была расположена на неприступной скале и давала контроль над дорогой в Латакию. Король Иерусалима не поддержал Раймунда и тот в начале сентября 1148 года объединился с Муинеддином Унуром. В свою очередь Унур предложил выступить против Бертрана Нуреддину Махмуду. В середине сентября армии Унура и Нуреддина соединились у Баальбека. Большой конный отряд прислал Сейфеддин Гази. Мусульманские эмиры осадили Урайму. Минёры Нуреддина прокопали минные галереи, обрушили части стены и гарнизон капитулировал. Было взято много пленных, среди которых были Бертран, его мать и сестра, попавшие в руки Нуреддина Махмуда. Бертран провёл в плену 12 лет и лишь после был освобождён. Разграбив город и разрушив цитадель, эмиры отдали город Раймунду. После этого Унур вернулся в Дамаск. По словам Ж. Ришара, эти события описаны только Ибн аль-Адимом, однако краткий отчёт есть у продолжателя Хроники Сигеберта из Жамблу. Ж. Ришар полагал, что захват Бертраном Ураймы был частью плана Альфонса Иордана. 

### Отношения с госпитальерами и тамплиерами
Раймунду не хватало возможностей для восстановления или защиты Ураймы, потому он подарил его тамплиерам, чтобы создать противовес госпитальерам, которые, благодаря пожертвованиям Раймунда и Понса с 1110 годов контролировали часть восточных границ графства. Госпитальеры пользовались благосклонностью к себе графов Триполи, поскольку были связаны с Окситанией легендой об основателе ордена, Жераре. А тамплиеры были союзниками короля Балдуина, с которым отец Раймунда конфликтовал. В апреле-мае 1152 года на земли графства напал Нуреддин Махмуд. Он захватил Тортосу и разместил в городе гарнизон. Возможно, это был ответный набег, поскольку в декабре 1151 года (в Рамадан) франки напали на долину Бекаа. Нуреддин Махмуд довольно быстро покинул Тортосу, но Раймунд не мог её восстановить. Город передали епископу Тортосы, который тоже не имел средств на его восстановление. Тогда Тортосу передали тамплиерам и она стала штаб-квартирой ордена в графстве. Соседняя крепость Кастель Блан (Белая крепость, Сафита) уже им принадлежала.

### Беженцы из Эдессы
В 1144 году Имадеддин Занги захватил Эдессу. После смерти Занги в 1146 году Жослену II Эдесскому удалось временно вернуть город, но в 1150 году сын Занги Нуреддин Махмуд окончательно захватил город и пленил Жослена. Жена Жослена продала несколько оставшихся западных крепостей графства, в том числе и Турбессель, императору Мануилу Комнину. Вероятно, это произошло в августе 1150 года. Иерусалимский король должен был присутствовать при передаче проданного. Он обратился за помощью к Раймунду, граф Триполи и король отправились на встречу с императором. После процедуры передачи король и граф повели беженцев из Эдессы (и латинян, и армян) на юг. По словам Гийома Тирского, эдесских беженцев привели в Антиохию, однако, возможно, часть направилась дальше до Триполи. В то время в районе Ливанских гор проживали общины армян. Жена Раймунда была наполовину армянкой — её матерью была Морфия Мелитенская. По словам К. Льюиса, нет точных данных о том, где и как расселились армяне, бежавшие из Эдессы.

### Рейд Фатимидов
Несмотря на то, что разбитые в ходе первого крестового похода Фатимиды были меньшей угрозой для христиан, чем Сельджуки, их флот продолжал представлять серьёзную угрозу для крестоносцев. По словам Ибн аль-Каланиси, в июне-июле 1151 года «необычайно большой» флот халифата (70 галер в сопровождении неопределённого количества кораблей снабжения) опустошил города франков на побережье Средиземного моря, напав на Яффо, Акру, Тир, Бейрут, Триполи. Гийом Тирский об этом рейде фатимидского флота не сообщал, но отметил высокую активность египтян на море. По словам К. Льюиса, данное нападение фатимидов стало последним, поскольку следующее было лишь в 1180 году со стороны свергнувшего Фатимидов Салах ад-Дина.

### Совет в Триполи
К 1150-м годам преобладало мнение, что графство Триполи было отдельным государством крестоносцев. Некоторые летописцы, например псевдо-Фретеллус или его переписчик, расположили границу между Иерусалимом и Антиохией по Нахр-эль-Кебир. В конце этого столетия — начале следующего другой летописец, Эрнул, писал, что «графство Триполи не является частью королевства», из чего К. Льюис делал вывод о неоднозначности и путанице среди современников по поводу графства и его границ. После апреля-мая 1152 года Балдуин организовал в Триполи собрание графов королевства (второй совет в Триполи). Король пригласил дворян из Антиохии и Иерусалима, не упомянув триполитанцев. По мнению К. Льюиса, вероятнее всего потому, что последние не нуждались в приглашении на мероприятии в их столице. Король пригласил патриарха Антиохийского Эмери и всех его суффраганов. Возможно, обсуждались нападение Нуреддина Махмуда на Тортосу и набег Фатимидов на побережье. Главной целью совета было найти мужа для двоюродной сестры короля и вдовы Раймунда Антиохийского Констанции, который мог бы управлять остававшейся без князя три года Антиохией (Раймунд в погиб при Инабе). Однако никто на собрании так и не убедил принцессу вступить в брак, в чём Гийом Тирский обвинил Эмери. Вполне возможно, что проведение совета в Триполи доказывает, что Раймунд II всё ещё подчинялся королю.

### Семейный конфликт
В 1140 году родился единственный сын Раймунда II и Одиерны, получивший то же имя, что и отец, Раймунд. По меньшей мере с 1151 года он помогал отцу в управлении государством. Вместе с отцом он дал согласие на поддержку госпиталя.
В 1152 году, на двадцатый год брака Раймунда II и Одиерны, по словам Гийома Тирского, жена короля Иерусалима Мелисенда отправилась в Триполи, чтобы уладить спор между сестрой и зятем. Гийом Тирский писал о «вражде, порождённой супружеской ревностью». Хронист не уточнял подробностей, по предположению К. Льюиса основой конфликта супругов могла стать неуспешность правления Раймунда II в Триполи. При этом его жена была дочерью короля, сестрой королевы Мелисенды Иерусалимской и Алисы Антиохийской. По словам К. Льюиса, Одиерна была, возможно, причастна к убийству Бертрана, сына Альфонса Иордана, в 1148 году; в 1157 году она принимала участие в выборах патриарха. Все свидетельствует, что Одиерна была влиятельным человеком, а Раймунд II был крайне ревнив, он мог завидовать положению и статусу Одиерны. Конфликт обострился на совете в Триполи, где сестра Одиерны и её племянник Балдуин III играли ведущие роли. Помимо этого ходили слухи о неверности Одиерны мужу. Иоанн Киннам сообщал о сомнениях в происхождении Мелисенды Триполитанской, дочери Раймунда и Одиерны. Ходили слухи о красоте Одиерны и о влюблённых в неё рыцарях. Королева Мелисенда пыталась примирить супругов, но потерпела неудачу и решила забрать сестру с собой в Иерусалим. Когда Одиерна и Мелисенда направились на юг, Раймунд поехал на север в сторону Антиохии, чтобы сопроводить Констанцию.

### Смерть
Сопроводив часть пути Констанцию, граф повернул на юг и вернулся в Триполи, с ним был Радульф Мерло. Когда они со свитой прошли через ворота, отделявшие барбакан от стен, на них напали ассасины. Среди троих убитых был и Раймунд. Это первый известный случай убийства асассинами христианина. Ни один из источников не сообщил причин произошедшего. Возможной причиной того, что Раймунд II стал первой франкской мишенью асассинов, могла быть политика графа. По словам историка Б. Гамильтона, у ассасинов не могло быть никаких территориальных претензий к латинянам кроме Тортосы, которую после вторжения в 1152 году Нуреддина Махмуда заняли тамплиеры. Б. Гамильтон и Б. Льюис считали присутствие этого ордена в регионе угрозой могуществу и власти асассинов.
Наследовал Раймунду его сын Раймунд III.

## Семья
Женой Раймунда была Одиерна, дочь иерусалимского короля Балдуина II и Морфии Мелитенской. По словам К. Льюиса, источники не сообщают о времени заключения брака, но обручение могло состояться в 1127 году, когда Одиерна была ещё ребёнком (она родилась около 1115—1117 годов), а переговоры о помолвке могли начаться в 1122 году. Старший ребёнок Раймунда и Одиерны, сын Раймунд III, родился в 1140 году. Кроме него у супругов была дочь, Мелисенда.